# Adriano Townley
Un busto de Adriano (r. 117 – 138 d. C.), el emperador romano del siglo II que reconstruyó el Panteón y erigió el Templo de Venus y Roma, se exhibió antiguamente en la Villa Montalto del papa Sixto V y actualmente en el Museo Británico de Londres. El busto es uno de los mármoles Townley recopilados por Charles Townley (1737–1805) y vendido por su heredero Peregrine Edward Townley a precio reducido al Museo Británico en 1805. A diferencia de la mayoría de los bustos de Adriano y otros emperadores, lo muestra en desnudez heroica, incluyendo hombros y pecho. El busto fue encontrado en Roma y está tallado en mármol griego.

## Descripción e historia
El busto Townley es similar a la cabeza de bronce de Adriano que se encuentra en el Museo del Louvre. El tipo se caracteriza por un peinado elaborado de rizos gruesos peinados hacia adelante. Tanto el busto de mármol como la cabeza de bronce tienen características similares a la cabeza de mármol de Constantino el Grande (r. 306–337) encontrada en Stonegate, una calle de York sobre la antigua vía praetoria del castrum en Eboracum, guarnición de la VI legión romana Victrix durante el reinado de Adriano. Es probable que las cabezas de York y del Louvre fueran imágenes de Adriano contemporáneas al busto Townley, y el ejemplo de York fue después retallado para representar la imagen de Constantino vistiendo una corona cívica tras la Batalla del Puente Milvio.
El busto, al igual que otras estatuas contemporáneas de Adriano, muestra los lóbulos de las orejas claramente arrugados. A partir de esto se ha sugerido que Adriano padecía y finalmente murió a causa de 
una enfermedad de las arterias coronarias.
Charles Townley adquirió el busto por 105 libras en marzo de 1795 de Barwell Brown, hijo del anticuario y marchante de arte Lyde Browne, junto con una estatua velada de Adonis. Pagó 168 libras por ellas, incluido el transporte desde Livorno, en marzo del año siguiente, así como el 5% de interés sobre el retraso. Townley anotó su copia de la obra de Ennio Quirino Visconti enumerando los retratos de Adriano, indicando que estaba en posesión de este ejemplo.
En la exposición del Museo Británico sobre Adriano: Imperio y Conflicto en 2008, el busto se incluyó en una de las dos galerías de bustos que representan distintas fases de la vida de Adriano, una anterior y dominada por las mujeres de la dinastía Nerva-Trajano, y la posterior sin  retratos femeninos. En la exposición, el busto Townley apareció en el grupo anterior, dispuesto junto con los bustos de Vibia Sabina, la suegra Salonia Matidia y la abuela política Ulpia Marciana junto con los bustos del hermano de Marciana, el emperador Trajano predecesor de Adriano (r. 98-117) y su propia esposa Plotina. Trajano y Adriano eran romanos provinciales de Itálica en la Hispania Bética, en la península ibérica. El diseño de la exposición aludía al rumor de que Plotina había organizado el ascenso al poder de Adriano.
Desde entonces, el busto se ha exhibido junto a un busto de Antínoo, el amante de Bitinia del emperador, un arreglo comentado por Janina Ramírez en el documental de la BBC Four Museums in Quarantine de 2020. A diferencia de Adriano, las esculturas de Antínoo suelen estar desnudas.

## Historia de la exposición

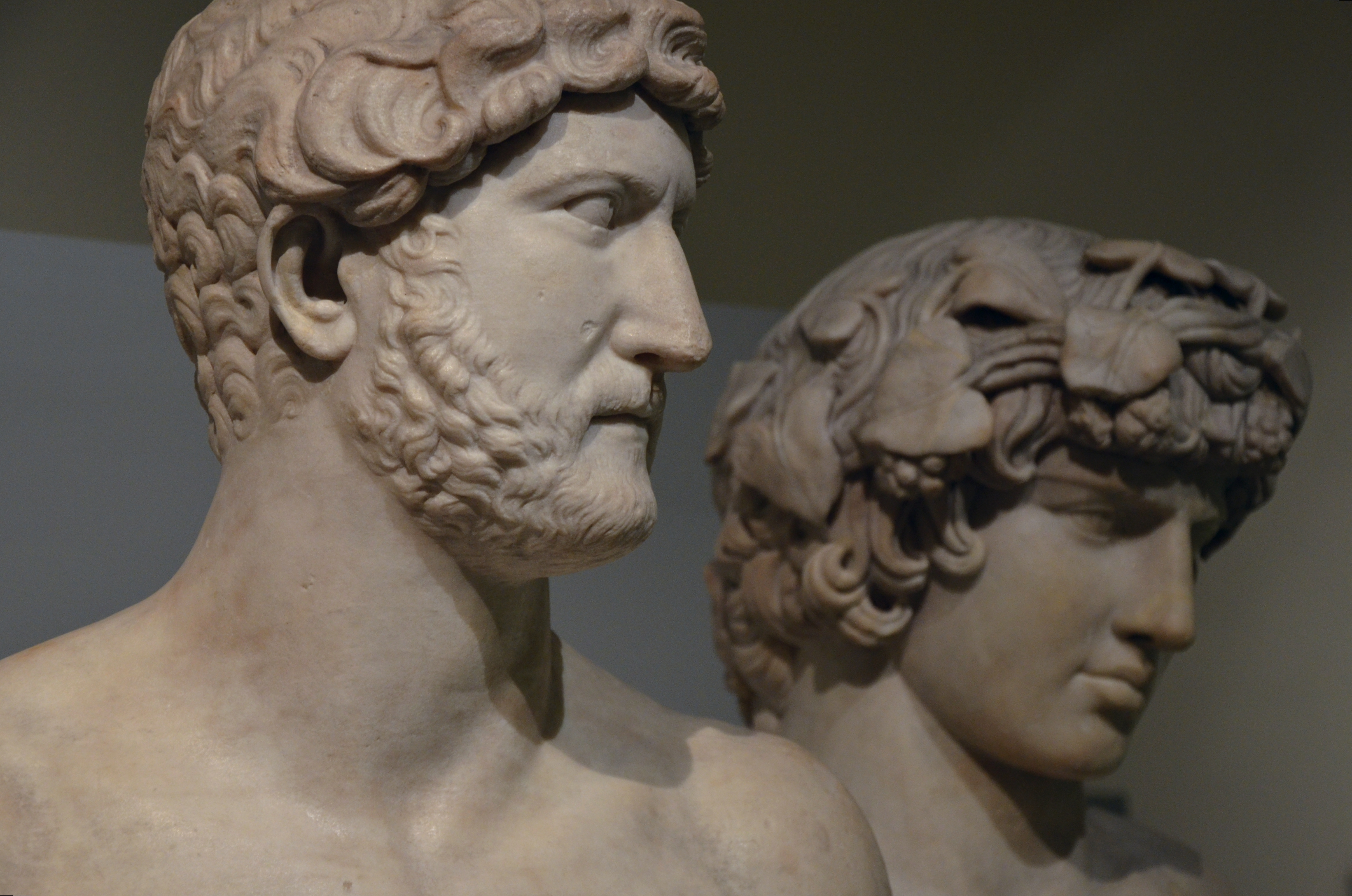
El busto exhibido con un busto de Antínoo en el Museo Británico, 2015.

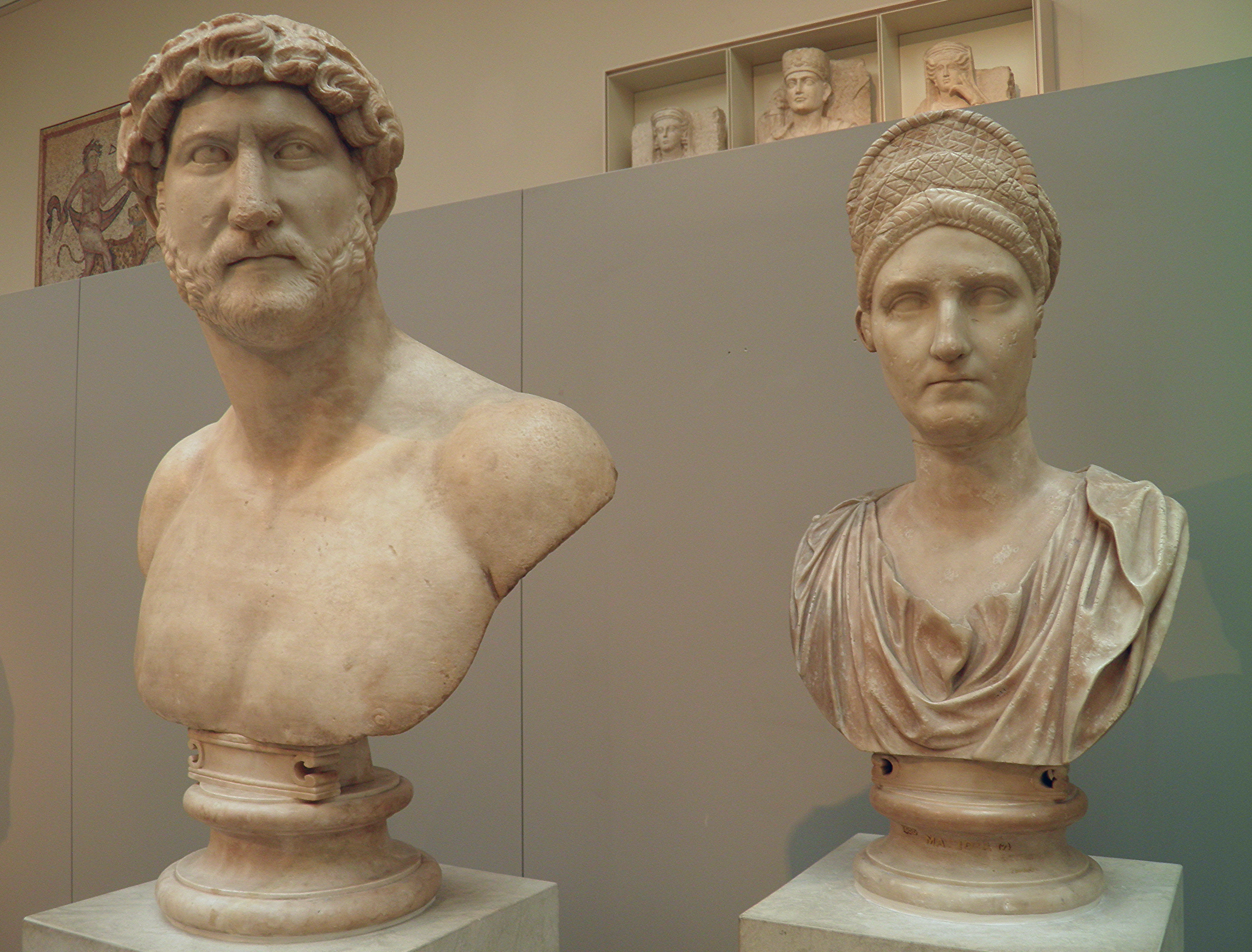
El busto junto a uno de su prima segunda y suegra Salonia Matidia en el Museo Británico, 2013.

A continuación se ofrece una descripción general de la historia de la exposición de la obra:
- 11 de abril - 10 de julio de 2005, Centro de artes de Seúl, Tesoros de las culturas del mundo
- 25 de julio – 8 de octubre de 2005, Museo de Busan, Tesoros de las culturas del mundo
- 27 de octubre de 2005 - 31 de enero de 2006, Museo Hengso, Universidad Keimyung, Daegu, Tesoros de las culturas del mundo
- 18 de marzo – 4 de junio de 2006, Pekín, Museo de la Capital, Tesoros de las culturas del mundo
- 3 de febrero - 27 de mayo de 2007, Taipei, Museo del Palacio Nacional, Tesoros de las culturas del mundo
- 14 de septiembre – 2 de diciembre, Museo de Arte de Hong Kong, Tesoros de las culturas del mundo
- 24 de julio - 26 de agosto de 2008, Londres, Museo Británico, 'Hadrian: Empire and Conflict'